# Şalom
Şalom er en jødisk ugeavis som udgives i Tyrkiet på tyrkisk og ladino i et oplag på ca. 5000. Navnet er shalom skrevet på tyrkisk. Den trykkes i Istanbul og distribueres i Tyrkiet og andre lande. Avisen blev etableret af den tyrkiske journalist Avram Leyon 29. oktober 1947 og har hovedkontor i Istanbul. Chefredaktør er Yakup Barokas.